# ビリー・ワイヤット
ウィリアム・エドワード・ワイヤット（William Edward Wyatt , 1929年9月14日 - ）は、アメリカ合衆国出身のプロ野球選手（内野手）。

## 来歴・人物
1952年、西鉄ライオンズが球団創設後、マリオン・オニールと共に最初に契約した外国人で、また外国人野手としては第1号となっている。足が速かったため、主に遊撃手として活躍したが、グラウンドの整備不良もあって66試合で失策28と多かった。
当時は外国人選手の獲得ルートが確立していたわけではなく、西鉄の場合は地元福岡県に存在する米軍・板付基地に勤務していた野球経験のある軍人と契約を結んだ。米軍は既に週休2日制であったため、週に2日チームに合流するいわゆる「アルバイト契約」選手であった。当時は外国人選手との契約事例も少なく、ましてや「アルバイト契約」に関する条項などなかった。当時の関係者の証言によると、「アルバイト選手」は当時の単価で1試合10万円という高額の契約で、当時東映フライヤーズからトレード移籍してきた球団最高年俸の大下弘でさえ月額は最高28万円という固定給だったという。
通訳も当時は存在せず、英語を話せる関係者は皆無であったため、複雑な会話が必要な場合は日本航空の客室乗務員に頼み込んで通訳を手伝ってもらった。また、試合中はジェスチャーでコミュニケーションを取っていたほどである。
1953年に、パシフィック・リーグでは「低勝率罰金制度」という重いペナルティが科せられることになったこともあり、戦力の整備が遅れていた西鉄ライオンズが契約を結んだフィル・ペインと入れ替わりで退団した。

## 詳細情報

### 年度別打撃成績
| 年 度    | 球 団    | 試 合 | 打 席 | 打 数 | 得 点 | 安 打 | 二 塁 打 | 三 塁 打 | 本 塁 打 | 塁 打 | 打 点 | 盗 塁 | 盗 塁 死 | 犠 打 | 犠 飛 | 四 球 | 敬 遠 | 死 球 | 三 振 | 併 殺 打 | 打 率 | 出 塁 率 | 長 打 率 | O P S |
| -------- | -------- | ----- | ----- | ----- | ----- | ----- | -------- | -------- | -------- | ----- | ----- | ----- | -------- | ----- | ----- | ----- | ----- | ----- | ----- | -------- | ----- | -------- | -------- | ----- |
| 1952     | 西鉄     | 68    | 252   | 234   | 28    | 61    | 8        | 5        | 5        | 94    | 26    | 2     | 4        | 1     | --    | 17    | --    | 0     | 27    | 5        | .261  | .311     | .402     | .712  |
| NPB：1年 | NPB：1年 | 68    | 252   | 234   | 28    | 61    | 8        | 5        | 5        | 94    | 26    | 2     | 4        | 1     | --    | 17    | --    | 0     | 27    | 5        | .261  | .311     | .402     | .712  |

### 背番号
- 8 （1952年）